# 2002 FIFAワールドカップ・予選
2002 FIFAワールドカップ・予選には、203のFIFA加盟国のうち、パプアニューギニア、ニジェール、ブルンジ、アフガニスタン、北朝鮮を除く198の国・地域がエントリー（開催国日本、韓国、前回優勝国フランスを含む）、その後に棄権したミャンマー、ガイアナを除く196カ国が参加した。なお、ギニアは予選途中の2001年3月にFIFAから除外処分を受けた。 本大会に出場できるのは32チームで、初出場したのはセネガル、中国、スロベニア、エクアドルである。
なお、予選免除されたのは開催国の日本、韓国と前回優勝国のフランスである。（この前回優勝国枠については、2001年に2006年から廃止が決まったため、フランスはW杯最後の前回優勝予選免除国となった。）

## 出場枠
|               | アジア (AFC) | 欧州 (UEFA) | 南米 (CONMEBOL) | 北中米カリブ海 (CONCACAF) | アフリカ (CAF) | オセアニア (OFC) | 合計 |
| 本大会 出場枠 | 4.5          | 14.5        | 4.5             | 3                         | 5              | 0.5              | 32   |

## 各大陸予選
アジア(AFC) - 2.5+開催国(2)
グループ1 - サウジアラビア
グループ2 - 中国
大陸間プレーオフ進出 - イラン
欧州(UEFA) - 13.5+前回優勝国(1)
グループ1 - ロシア
グループ2 - ポルトガル
グループ3 - デンマーク
グループ4 - スウェーデン
グループ5 - ポーランド
グループ6 - クロアチア
グループ7 - スペイン
グループ8 - イタリア
グループ9 - イングランド
プレーオフ - ベルギー,スロベニア,ドイツ,トルコ
大陸間プレーオフ進出 - アイルランド
南米(CONMEBOL) - 4.5
アルゼンチン,エクアドル,ブラジル,パラグアイが予選突破した。
大陸間プレーオフ進出 - ウルグアイ
北中米カリブ海(CONCACAF) - 3
コスタリカ,メキシコ,アメリカが予選突破した。
アフリカ(CAF) - 5
グループ1 - カメルーン
グループ2 - ナイジェリア
グループ3 - セネガル
グループ4 - チュニジア
グループ5 - 南アフリカ
オセアニア(OFC) - 0.5
大陸間プレーオフ進出 - オーストラリア

## 大陸間プレーオフ
大陸間プレーオフはホーム・アンド・アウェー方式で行ない、勝ち点の多いチームが本大会へ出場する。勝ち点が同数の場合総得点で、総得点も同数の場合アウェーゴールの数で決める。

### UEFA/AFC
2001年11月10日, ダブリン, アイルランド - アイルランド  2 - 0  イラン
2001年11月15日, テヘラン, イラン - イラン  1 - 0  アイルランド
アイルランドが出場権を獲得。

### CONMEBOL/OFC
2001年11月20日, メルボルン, オーストラリア - オーストラリア  1 - 0  ウルグアイ
2001年11月25日, モンテビデオ, ウルグアイ - ウルグアイ  3 - 0  オーストラリア
ウルグアイが出場権を獲得。

## 本大会出場チーム

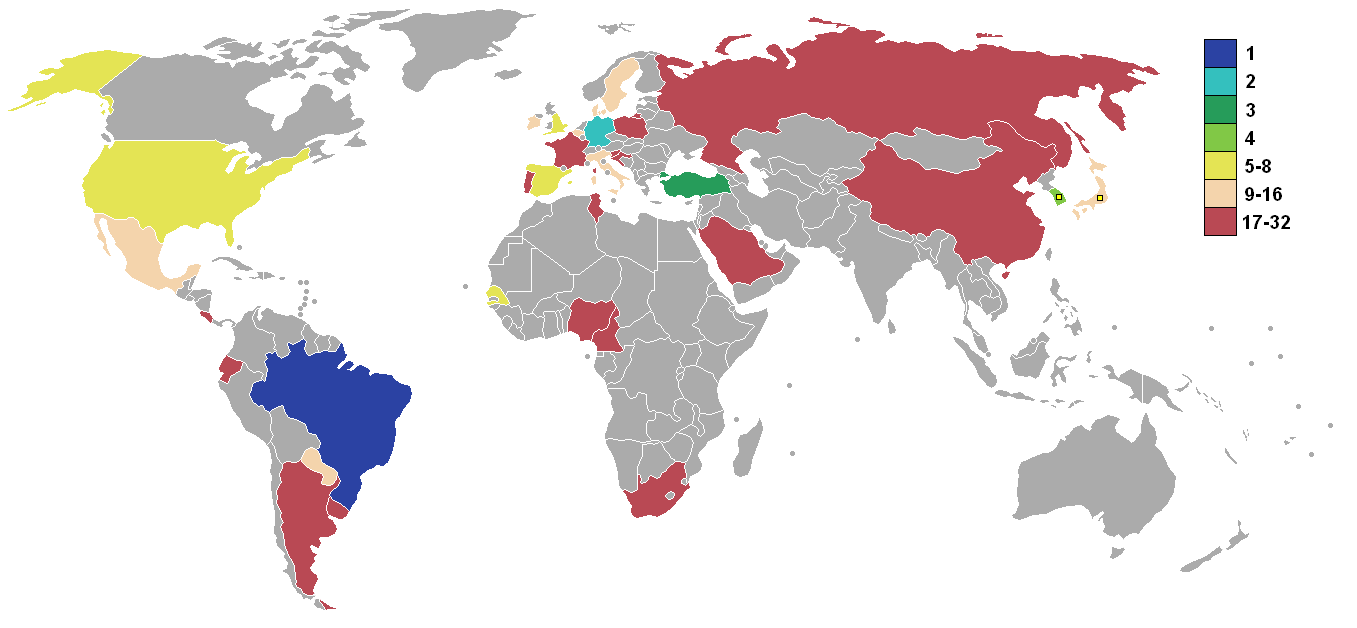
2002 FIFAワールドカップの出場チーム

| チーム           | 出場回数 | 連続出場回数 | 前回出場年 |
| ---------------- | -------- | ------------ | ---------- |
| アルゼンチン     | 13       | 8            | 1998       |
| ベルギー         | 11       | 6            | 1998       |
| ブラジル         | 17       | 17           | 1998       |
| カメルーン       | 5        | 4            | 1998       |
| 中国             | 1        | 1            | -          |
| コスタリカ       | 2        | 1            | 1990       |
| クロアチア       | 2        | 2            | 1998       |
| デンマーク       | 3        | 2            | 1998       |
| エクアドル       | 1        | 1            | -          |
| イングランド     | 11       | 2            | 1998       |
| フランス         | 11       | 2            | 1998       |
| ドイツ           | 15       | 13           | 1998       |
| イタリア         | 15       | 11           | 1998       |
| 日本             | 2        | 2            | 1998       |
| 韓国             | 6        | 5            | 1998       |
| メキシコ         | 12       | 3            | 1998       |
| ナイジェリア     | 3        | 3            | 1998       |
| パラグアイ       | 6        | 2            | 1998       |
| ポーランド       | 6        | 1            | 1986       |
| ポルトガル       | 3        | 1            | 1986       |
| アイルランド     | 3        | 1            | 1994       |
| ロシア           | 9        | 1            | 1994       |
| サウジアラビア   | 3        | 3            | 1998       |
| セネガル         | 1        | 1            | -          |
| スロベニア       | 1        | 1            | -          |
| 南アフリカ共和国 | 2        | 2            | 1998       |
| スペイン         | 11       | 7            | 1998       |
| スウェーデン     | 10       | 1            | 1994       |
| チュニジア       | 3        | 2            | 1998       |
| トルコ           | 2        | 1            | 1954       |
| アメリカ合衆国   | 7        | 4            | 1998       |
| ウルグアイ       | 10       | 1            | 1990       |